# فندق جبل عمر حياة ريجنسي مكة
فندق جبل عمر حياة ريجنسي أحد فنادق فئة خمس نجوم في مكة المكرمة يقع حول ساحة الحرم المكي الشريف واحد وهو أحد فنادق مشروع جبل عمر وهو على بعد دقيقة واحدة سيراً على الأقدام إلى المسجد الحرام، وعلى بعد خطوات من باب الملك فهد وأبراج البيت، ويمنح إطلالة جزئية لساحات الحرم المكي الشريف.